# Prescott Valley

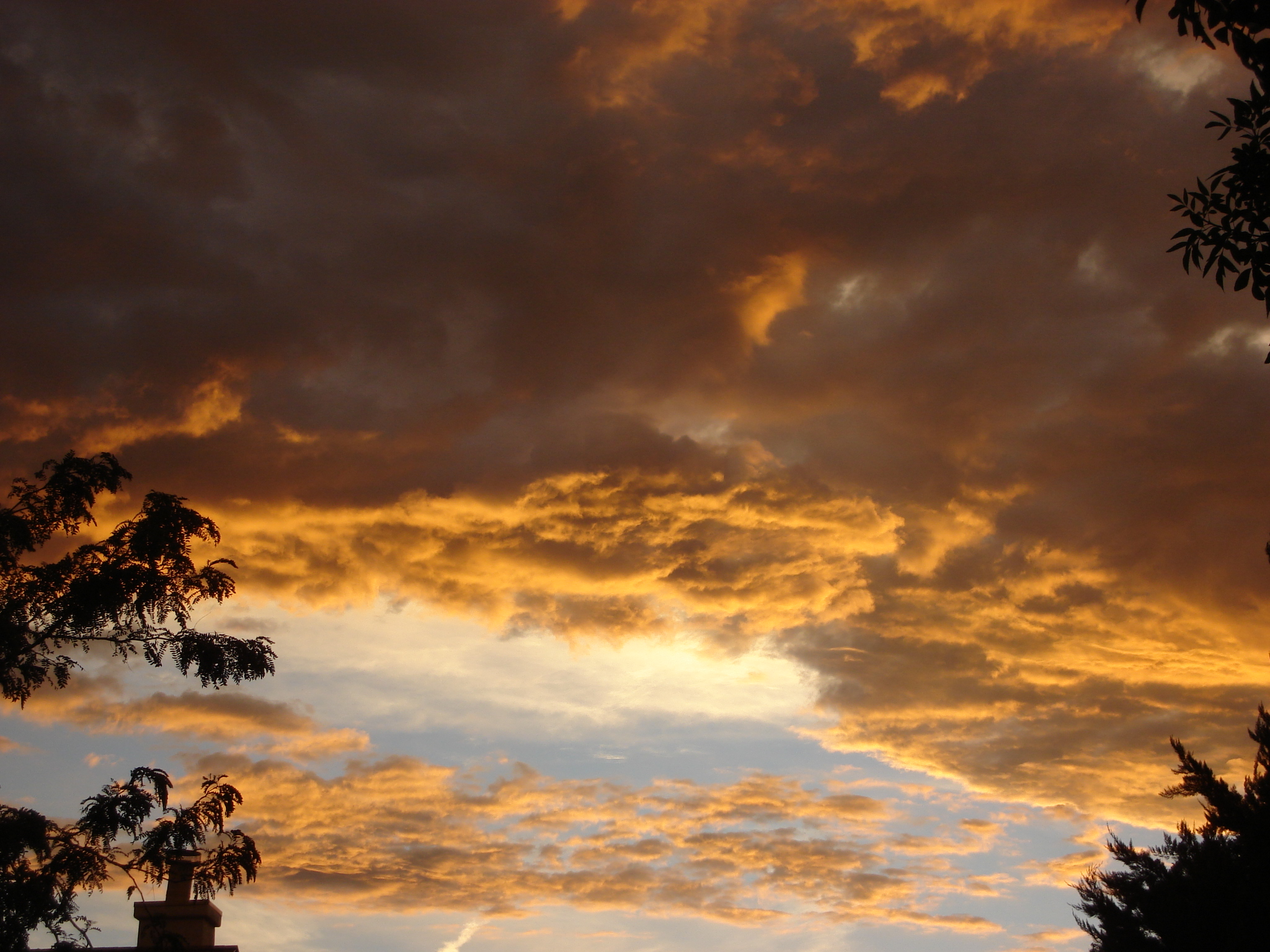
Zonsondergang bij Prescott Valley

Prescott Valley is een plaats (town) in de Amerikaanse staat Arizona, en valt bestuurlijk gezien onder Yavapai County.

## Demografie
Bij de volkstelling in 2000 werd het aantal inwoners vastgesteld op 23.535.
In 2006 is het aantal inwoners door het United States Census Bureau geschat op 36.122, een stijging van 12587 (53,5%).

## Geografie
Volgens het United States Census Bureau beslaat de plaats een oppervlakte van
82,2 km², geheel bestaande uit land.

## Plaatsen in de nabije omgeving
De onderstaande figuur toont nabijgelegen plaatsen in een straal van 32 km rond Prescott Valley.